# Base fraca
Base fraca é uma substância cuja constante de dissociação é pequena, diminuindo em menor intensidade a concentração de OH- quando adicionada a uma solução líquida.